# Aphelidesmus convexus
Aphelidesmus convexus är en mångfotingart som beskrevs av Jeekel 1950. Aphelidesmus convexus ingår i släktet Aphelidesmus och familjen Aphelidesmidae. Inga underarter finns listade i Catalogue of Life.